# Don Hall
Don Hall é um cineasta estadunidense. Venceu o Oscar de melhor filme de animação na edição de 2015 pela realização da obra Big Hero 6, ao lado de Chris Williams e Roy Conli.

## Filmografia
- Winnie the Pooh (2011)
- Big Hero 6 (2014)
- Moana (2016)
- Strange World (2022)

## Prêmios e indicações
- Venceu: Oscar de melhor filme de animação - Big Hero 6 (2014)